# Michael Grosse-Brömer

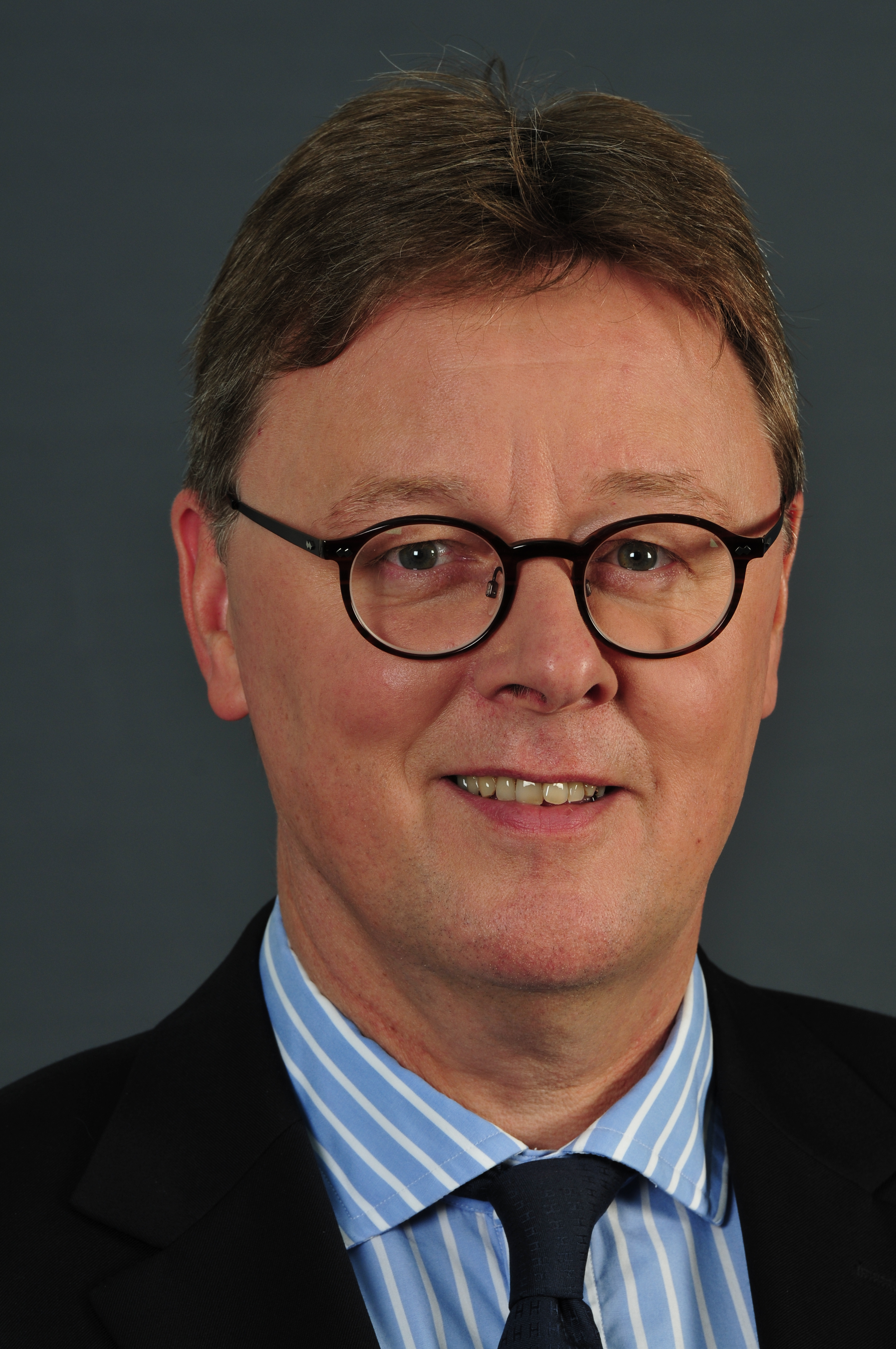
Michael Grosse-Brömer (2014)

Michael Grosse-Brömer (* 12. Oktober 1960 in Oberhausen) ist ein deutscher Politiker (CDU) und Rechtsanwalt. Von 2002 bis 2025 war er Mitglied des Deutschen Bundestages und von Mai 2012 bis Dezember 2021 Erster Parlamentarischer Geschäftsführer der dortigen CDU/CSU-Fraktion. Von 2021 bis 2025 war er Vorsitzender des Wirtschaftsausschusses des Deutschen Bundestags.

## Leben und Beruf
Nach dem Abitur 1980 leistete Grosse-Brömer zunächst bis 1982 seinen Wehrdienst beim Pionierbataillon 6 in Plön ab und absolvierte anschließend ein Studium der Rechtswissenschaft an der Universität Hamburg, das er 1989 mit dem ersten juristischen Staatsexamen beendete. Nach dem Referendariat legte er 1992 das zweite juristische Staatsexamen ab und wurde noch im selben Jahr als Rechtsanwalt zugelassen. Von 2001 bis Mai 2009 war er außerdem als Notar in Buchholz tätig.
Michael Grosse-Brömer ist römisch-katholisch, verheiratet und hat zwei erwachsene Kinder und lebt in Brackel (Niedersachsen). Er spielte aktiv auf Amateurebene Fußball, unter anderem beim Elbmarscher Verein MTV Jahn Obermarschacht (heute Eintracht Elbmarsch), und ist heute Mitglied beim MTV Brackel.

## Partei
Grosse-Brömer trat 1975 in die Junge Union und 1982 in die CDU ein. Seit 2003 ist er Vorsitzender des CDU-Bezirksverbandes Nordost-Niedersachsen. Von 1992 bis April 2015 war er Vorsitzender des CDU-Kreisverbandes Harburg-Land.

## Abgeordneter
Grosse-Brömer zog 2002 und 2005 und erneut  2021 über die Landesliste Niedersachsen in den Bundestag ein. Bei den Bundestagswahlen 2009, 2013 und 2017 gewann er mit 40,6 Prozent, 45,2 Prozent bzw. 40,6 Prozent der Erststimmen das Direktmandat im Wahlkreis 36 Harburg. Somit ist Grosse-Brömer seit 2002 Mitglied des Deutschen Bundestages. Von 2004 bis 2008 war er Vorsitzender des Unterausschusses Europarecht des Rechtsausschusses. Im Bundestag ist Grosse-Brömer eines von zwölf Mitgliedern des Wahlausschusses, der bis 2015 die Hälfte der Richter des Bundesverfassungsgerichts bestimmte, bzw. seither dem Plenum zur Wahl vorschlägt.
Im 19. Deutschen Bundestag war Grosse-Brömer ordentliches Mitglied im Ältestenrat, im Wahlausschuss, im Gemeinsamen Ausschuss, sowie im Vermittlungsausschuss.
Im April 2024 gab Grosse-Brömer bekannt, bei der Bundestagswahl 2025 nicht erneut kandidieren zu wollen.
Bundestagsfraktion
Von Januar 2006 bis März 2010 war er Mitglied im erweiterten Vorstand der CDU/CSU-Bundestagsfraktion, seit seiner Wahl zum Justiziar der Fraktion ist er geschäftsführendes Vorstandsmitglied. Von Oktober 2009 bis September 2013 war er Vorsitzender der Landesgruppe Niedersachsen in der CDU/CSU-Bundestagsfraktion und bis April 2010 deren rechtspolitischer Sprecher. Am 21. Mai 2012 schlug der Fraktionsvorsitzende Volker Kauder ihn als Nachfolger von Peter Altmaier zum Ersten Parlamentarischen Geschäftsführer der Fraktion vor. Am 22. Mai 2012 wurde er mit einem Stimmenanteil von 96,4 % von der CDU/CSU-Bundestagsfraktion in dieses Amt gewählt. Dieses Amt hatte er bis Dezember 2021 inne. Grosse-Brömer war in der 17. Wahlperiode Mitglied des Parlamentarischen Kontrollgremiums.

## Politische Positionen
Im Dezember 2017 äußerte Grosse-Brömer im Bericht aus Berlin die Sorge, dass manipulierte Informationen Wahlentscheidungen beeinflussen und so eine Gefahr für die Demokratie darstellen könnten. Er appellierte an die Politik, sich zu sensibilisieren und gemeinsam neue Strategien als Gegenmaßnahme zu entwickeln. Dazu erklärte er:

„Wir stehen in der Tat vor neuen Herausforderungen. Wir müssen zur Kenntnis nehmen, unterstützt durch Erkenntnisse von Journalisten, Wissenschaftlern, auch Nachrichtendiensten: Im Netz sind ’ne Menge Leute unterwegs, die destabilisieren wollen, die falsche Meinungen verbreiten, die manipulieren wollen, und da muss Politik mit umgehen, insbesondere vor Wahlkämpfen.“

Einige Zuschauer nahmen Anstoß an der Formulierung „falsche Meinungen“. Eine Zuschauerin äußerte ironisch, es käme selten vor, dass ein Politiker so ehrlich sei, ein anderer Zuschauer vermutete „eine lehrbuchmäßige freudsche Fehlleistung – mit tiefer Überzeugung vorgetragen.“ Auch Henryk M. Broder äußerte in der Weltwoche Vermutungen in diese Richtung. Grosse-Brömer selbst entgegnete auf Twitter, er habe „falsche Meldungen“ gemeint.

## Trivia
- Grosse-Brömer ist mit 14 Treffern Rekordtorschütze des FC Bundestag.[10]